# المهلب بن أبي صفرة
أبو سعيد المُهَلّب بن أبي صفرة بن سراق بن صبح العتكي الأزدي والي من ولاة الأمويين على خراسان، استعمله الحجاج عاملاً على خراسان عام (78هـ - 697م) وقام بفتوحات واسعة في بلاد ما وراء النهر فقد قاد المهلب حملة استولى من خلالها على إقليم الصغد وغزا خوارزم وافتتح جرجان وطبرستان بذلك فرض سيطرة الدولة الأموية على أراض كثيرة فيما وراء النهر وكان لها أكبر الأثر في إثراء الحضارة الإسلامية، وقد برز في تلك المناطق علماء ومفكرون أمثال الخوارزمي والبخاري.

## نسبه وولادته
ينتسب المهلب بن أبي صفرة إلى قبيلة أزد عمان، واسمه أبو سعيد المهلب بن أبي صفرة - ظالم - بن سراق بن صبح بن كندي بن عمرو بن عدي بن وائل بن الحارث بن العتيك الأزدي. اختُلفت الأقوال في صحبة والده للنبي:
- أمة هي : عناق بنت حاصر بن مالك بن شهاب بن عكيف بن دحي بن عبد شمس بن الحدان النصري الزهراني الازدي.
- فقيل أنه أسلم في زمن النبي ووفد عليه فأمره النبي أن يُغيَّر اسمه ظالم إلى أبي صفرة.
- وذكر الواقدي أن قومه ارتدوا بعد وفاة النبي فهُزموا في حرب الردة ووقعوا في الأسر قال: «لما قدم سبي أهل دبا، وفيهم أبو صفرة غلام لم يبلغ الحلم، فأنزلهم أبو بكر في دار رملة بنت الحارث، وهو يريد أن يقتل المقاتلة، فقال له عمر: يا خليفة رسول اللَّه صلى اللَّه عليه وسلّم، قوم مؤمنون، إنما شحوا على أموالهم، فقال: انطلقوا إلى أي البلاد شئتم، فأنتم قوم أحرار، فخرجوا فنزلوا البصرة، فكان أبو صفرة والد المهلب فيمن نزل البصرة.»
- وقيل أنه كان أبو صفرة مسلمًا على عهد النبي، ولم يفد عليه، ووفد على عمر بن الخطاب في عشرة من ولده، المهلّب أصغرهم، فجعل عمر ينظر إليهم ويتوسّم، ثم قال لأبي صفرة: هذا سيّد ولدك، وهو يومئذ أصغرهم.

يذكر ابن حجر العسقلاني أن والده من مدينة دبا التي حدثت بها إحدى معارك حروب الردة، الواقعة في إقليم عمان التاريخي، والتي تنقسم سياسيًا اليوم لثلاث أقسام: دبا الحصن ودبا الفجيرة في الإمارات العربية المتحدة، وولاية دبا في سلطنة عمان، واختُلف في موقعها حاليًا، فقيل أنها تقع في ولاية دبا بسلطنة عمان، وقيل أنها في دبا الفجيرة التي تقع في الإمارات العربية المتحدة. حيث نزحت قبيلة الأزد من اليمن لتتوزع على شكل جماعات في معظم أنحاء شبه الجزيرة العربية، واستقر جزء منها بإقليم عمان ليعرفوا بأزد عمان. وفي بادئ الأمر استقرت أسرة المهلب بن أبي صفرة في دبا، ثم خرجوا منها لينتهي بهم المطاف إلى الاستقرار في البصرة. ولد في عام الفتح سنة 8 هـ على الأرجح.

## بداياته وحتى نهاية عهد يزيد بن معاوية
كانت أول إشارة في كتب التاريخ عن المهلب هي أثناء مشاركته مع الجيش تحت إمرة عبد الرحمن بن سمرة في سنة 42هـ/662 م لغزو سجستان، وشارك بعدها بعامين بغزو ثغر السند، وغزا وغنم في بلاد الهند سنة 44هـ. وأشار الطبري أثناء حديثه عن حوادث السنة الخمسين من الهجرة، وغزوة جبل الأشل إلى خروج المهلب بن أبي صفرة مع والي خراسان الحكم بن عمرو الغفاري. ولعب المهلب دورا كبيرا في تلك الغزوة لإنقاذ جيش المسلمين بعد أن كاد الترك أن يفتكوا بهم حينما حوصر جيش المسلمين، حيث كانوا لا يعرفون الطرق والشعاب كما يعرفها أهلها. حيث ذكر الطبري في كتابه: «فتولّى المهلّب الحرب، ولم يزل المهلّب يحتال، حتى أخذ عظيما من عظمائهم فقال له: اختر بين أن أقتلك، وبين أن تخرجنا من هذا المضيق، فنجا وغنموا غنيمة عظيمة».

ولما ولّى معاوية سعيد بن عثمان بن عفان خراسان وخراجها سنة 56، خرج معه المهلب بن أبي صفرة وأوس بن ثعلبة التيمي صاحب قصر أوس، وطلحة بن عبد الله الخزاعي. وقد أضاف ابن خلكان بأن المهلب بن أبي صفرة قد أصيبت عينه في سمرقند لما فتحها سعيد بن عثمان بن عفان، في خلافة معاوية بن أبي سفيان. وفي تلك الغزوة قلعت أيضاً عين طلحة بن عبد الله الخزاعي الملقب بطلحة الطلحات، وفي تلك يقول المهلب:
خرج المهلب بن أبي صفرة للغزو مع والي خراسان الجديد سلم بن زياد في زمن يزيد بن معاوية، وذلك عام 61هـ/680م، وقد أورد خروجه معه كل من ابن الأثير وابن أعثم.، وتجهز سلم في جحفل عظيم ليغزو بلاد الترك، وكان المسلمون قبل ذلك لا يشتون في تلك البلاد فشتّى بها سلم بن زياد وبعث المهلب بن أبى صفرة إلى خوارزم إحدى مدن الترك، فحاصرهم حتى صالحوه على مبلغ كبير، وكان يأخذ منهم عروضا عوضا، فيأخذ الشيء بنصف قيمته، فبلغت قيمة ما أخذ منهم خمسين ألف ألف، فحظى بذلك المهلب عند سلم بن زياد. وتعتبر تلك الغزوة بداية انتصارات كبيرة حققها المسلمون في نواحي سمرقند حتى تمكنوا من هزيمة خاتون ملكة بخارى والتي كانت قد تحالفت مع طرخون ملك الصغد محاولة للتصدي للمسلمين، إلا أن المسلمين تمكنوا في نهاية الأمر من تحقيق النصر مما جعلها تضطر لطلب الصلح معهم، فصالحوها على أموال كبيرة دفعتها لهم.
وبعد وفاة يزيد بن معاوية اختلف الناس بخراسان ونكثوا بيعة واليها سلم، قال الطبري: «خرج سلم عن خراسان وخلف عليها المهلب بن أبي صفرة، فلما كان بسرخس لقيه سليمان بن مرثد أحد بني قيس بن ثعلبة، فقال له: من خلفت على خراسان؟ قال: المهلب؛ فقال: ضاقت عليك نزارٌ حتى وليت رجلاً من أهل اليمن! فولاه مرو الروذ والفارياب والطالقان والجوزجان، وولى أوس بن ثعلبة بن زفر هراة، ومضى فلما صار بنيسابور لقيه عبد الله بن خازم فقال: من وليت خراسان؟ فأخبره، فقال: أما وجدت في مضر رجلاً تستعمله حتى فرقت خراسان بين بكر بن وائل ومزون عمان! وقال له: اكتب لي عهداً على خراسان؛ قال: أوالي خراسان أنا! قال: اكتب لي عهداً وخلاك ذم. قال: فكتب له عهداً على خراسان؛ قال: فأعني الآن بمائة ألف درهم فأمر له بها، وأقبل إلى مرو، وبلغ الخبر المهلب بن أبي صفرة، فأقبل واستخلف رجلاً من بني جشم بن سعد بن زيد مناة بن تميم.»، وقد وردت هذه الرواية لدى ابن الأثير، والذهبي. وهي توضح لنا مدى الفوضى والفراغ السياسي في الدولة بعد وفاة يزيد بن معاوية مما أسهم في اضطراب أقاليم الأطراف أكثر فأكثر، وتأجج العصبية القبلية في البلاد عامة وفي خراسان على وجه التحديد، ورفض القيسية قبول إمارة اليمانية. ونتيجة للأوضاع المضطربة أولًا، ورغبةً من المهلب أن ينأى بنفسه عن الصراعات القبلية ثانيا، ترك خراسان بعد أن استخلف عليها وعاد إلى البصرة.

## زمن خلافة عبد الله بن الزبير
بعد وفاة يزيد بن معاوية سنة 64 هـ، طالب عبد الله بن الزبير بالخلافة ودعا إلى نفسه، فبايعه أهل الحجاز وأتته بيعة الكوفة والبصرة وخراسان واليمن ومعظم الشام. وفي سنة 65 عهد ابن الزبير إلى المهلب بولاية خراسان بعد أن زاره في مكة، وعند وصول المهلب إلى البصرة في طريقه لخراسان كانت المنطقة تعاني من هجمات متزايدة قام بها الأزارقة مستغلين أوضاع البلاد.
حركة الخوارج في ذلك الوقت كانت تشكل خطرا كبيرا على الدولة، وكانت الأزارقة من أشد فرقهم بقيادة نافع بن الأزرق الذي انضم مع أصحابه إلى ثورة ابن الزبير ثم فارقوه عندما لم يجدوه على رأيهم. وقد انتشر الخوارج في البصرة والأهواز وما وراء بلاد فارس حتى عظم أمرهم. ولما وصلت أخبار توجه الأزارقة إلى البصرة، أصاب أهلها الهلع، فرحل كثير منهم ولجأ قسم إلى الأحنف بن قيس لإنقاذ الأمر الذي ذهب بدوره إلى والي البصرة الحارث بن عبد الله، واتفقا على اختيار المهلب لحربهم لكنهم احتاروا في كيفية إقناع المهلب بالحرب إلى أن قاموا بالكتابة على لسان ابن الزبير. فأتي بذلك الكتاب فلما قرأه قال: «فإني والله لا أسير إليهم إلا أن تجعلوا لي ما غلبت عليه، وتعطوني من بيت المال ما أقوي به من معي، وأنتخب من فرسان الناس ووجوههم وذوي الشرف من أحببت»، وافق أهل البصرة على طلب المهلب، وجهز جيشه حتى طرد الأزارقة وأخرجهم من البصرة فلم يقاتلهم إنسان قط كان أشد عليهم ولا أغيظ لقلوبهم منه.
وقد نقل مثل ذلك كل من ابن الأثير، وابن مسكوية، وذكرا بأن هناك كتابًا كتب على لسان ابن الزبير. إلا أن البعض يخالف هذه الرواية، حيث يذكر البلاذري بأنهم طلبوا من المهلب أن يكتب هو إلى الزبير، ليجعله على حرب الخوارج فأجابهم إلى ذلك. وأما الدينوري فيذكر أنّ المهلب كان قد وصل خراسان، مما أعطاهم متسعا من الوقت لمراسلة ابن الزبير ليطلب من المهلب أن يخلف على خراسان رجلا ويسير إلى الخوارج.

## أهم ملامح شخصيته
ظهرت عليه علامات الشجاعة والذكاء وهو صبي، يروى أن والد المهلب ذهب يوماً مع عشرة من أبنائه إلى الخليفة عمر بن الخطاب، وكان المهلب أحدهم، فأعجب الخليفة بذكائه وتقواه وقال لوالده: «هذا سيدُ ولدِك».
كان المهلب بن أبي صفرة يتمتع بالقدرة على القتال وإدارة المعارك بكفاءة، فهو الذي مهد لفتح السند ومدينة خجندة على نهر سيحون بينها وبين سمرقند عشرة أيام وهو الذي استعاد منطقة الختل وظل يحارب الخوارج طيلة تسعة عشر سنة حتى قضى على شوكتهم.
روي أنه أقبل يوما من إحدى غزواته فتلقته امرأة فقالت له: «أيها الأمير إني نذرت إن أنت أقبلت سالما أن أصوم شهراً وتهب لي جارية وألف درهم»، فضحك المهلب وقال: «قد وفينا نذرك فلا تعودي لمثلها فليس كل أحد يفي لك به».
ووقف له رجل فقال:« أريد منك حويجة» -تصغير حاجة، فقال المهلب: «أطلب لها رجيلا». تصغير رجل، يعني أن مثلي لا يسأل إلا حاجة عظيمة. وكان المهلب يوصي خدمه أن يقللوا من الماء ويكثروا من الطعام عندما يكون ضيوفه على خوانه حتى لا يملأ الضيوف بطونهم بالماء وحتى يملأها من الطعام.
ومن أخبار حلمه أنه مر يوما بالبصرة، فسمع من يقول: «هذا الأعور قد ساد الناس، ولو خرج إلى السوق لا يساوي أكثر من مائة درهم»، فبعث إليه المهلب بمائة درهم وقال: «لو زدتنا في الثمن زدناك في العطية»، وكان قد فقئت عينه بسمرقند.
وكان بليغا حكيما في آرائه، له كلمات لطيفة وإشارات مليحة. ومن ذلك حين حضرته الوفاة، دعا إليه ابنه حبيبا ومن حضره من ولده، ودعا بسهام فحزمت ثم قال: «أفترونكم كاسريها مجتمعة؟» قالوا لا، قال: «فهكذا الجماعة، فأوصيكم بتقوى الله وصلة الرحم، فإن صلة الرحم تنسئ في الأجل وتثرى المال وتكثر العدد، وأنهاكم عن القطيعة فإن القطيعة تعقب النار وتورث الذلة والقلة، فتحابوا وأجمعوا أمركم ولا تختلفوا وتباروا تجتمع أموركم».
وقد أثنى عليه الصحابة رضوان الله عليهم، لما وجدوا فيه من كريم الخلال فقد قال عبد الله بن الزبير عن المهلب «هذا سيد أهل العراق».
وقال عنه قطري بن الفجاءة: «المهلب من عرفتموه: إن أخذتم بطرف ثوب أخذ بطرفه الآخر: يمده إذا أرسلتموه ويرسله إذا مددتموه ولا يبدؤكم إلا أن تبدؤوه، لا أن يرى فرصة فينتهزها فهو الليث المبر والثعلب الرواغ والبلاء المقيم». وقال عنه أبو إسحاق السبيعي: «لم أر أميرا أيمن نقيبة ولا أشجع لقاء ولا أبعد مما يكره ولا أقرب مما يحب من المهلب».
وأنشد فيه المغيرة بن حبناء:
روي أنه قدم على عبد الله بن الزبير أيام خلافته بالحجاز والعراق وتلك النواحي وهو يومئذ ب مكة، فخلا به عبد الله يشاوره، فدخل عليه عبد الله بن صفوان بن أمية بن خلف بن وهب القرشي الجمحي فقال : «من هذا الذي قد شغلك يا أمير المؤمنين يومك هذا؟» قال: «أو ما تعرفه؟» قال: «لا»، قال: «هذا سيد أهل العراق»، قال : «فهو المهلب بن أبي صفرة»، قال: «نعم»، فقال المهلب: «من هذا يا أمير المؤمنين؟» قال: هذا «سيد قريش»، فقال: «فهو عبد الله بن صفوان»، قال: «نعم».
وذكر المبرد في كتاب الكامل في أواخره في فصل قتال الخوارج وما جرى بين المهلب والأزارقة: «وكانت ركب الناس قديماً من الخشب، فكان الرجل يضرب بركانه فينقطع، فإذا أراد الضرب والطعن لم يكن له معين أو معتمد، فأمر المهلب فضربت الركب من الحديد، فهو أول من أمر بطبعها وأخبار المهلب كثيرة».

## وفاته
عزل الحجاج أمية بن عبد الله عن خراسان واستعمل عليها المهلب بن أبي صفرة، وهو آخر من ولي خراسان من جهة الحجاج بن يوسف الثقفي - فقد كان أمير العراقين، وضم إليه عبد الملك بن مروان خراسان وسجستان، فاستعمل على خراسان المذكور، وعلى سجستان عبيد الله بن أبي بكرة، فورد المهلب خراسان والياً عليها سنة تسع وسبعين للهجرة. ولم يزل المهلب والياً على خراسان حتى أدركته الوفاة هناك، ولما حضره أجله عهد إلى ولده يزيد وأوصاه بقضايا وأسباب، ومن جملة ما قال له: «يا بني، استعقل الحاجب، واستظرف الكاتب، فإن حاجب الرجل وجهه وكاتبه لسانه»؛ ثم توفي في ذي الحجة سنة ثلاث وثمانين للهجرة، بقرية يقال لها زاغول من أعمال مرو الروذ من ولاية خراسان. وقيل مات المهلب بها سنة 82 هـ .

## من كلماته
من كلماته قوله: «عجبت لمن يشتري العبيد بماله، ولا يشتري الأحرار بأفضاله». وقال: «الحياة خير من الموت، والثناء خير من الحياة، ولو أعطيت ما لم يعطه أحد لأحببت أن تكون لي أذن أسمع بها ما يقال في غداً إذا مت».

## في المسلسلات
تم عرض شخصية المهلب بن أبي صفرة في عدد من الأعمال التلفازية والتي منها:
- المهلب بن أبي صفرة (مسلسل) جسّد شخصية المهلب الفنان معتصم النهار .
- الحجاج (مسلسل) جسّد شخصية المهلب الفنان فتحي الهداوي.
- المختار الثقفي (مسلسل) جسّد شخصية المهلب الفنان كاظم هجير